# 水滸伝 (1973年のテレビドラマ)
『水滸伝』（すいこでん）は、1973年から1974年にかけて日本テレビ系列で、日本テレビ開局20周年記念番組として中村敦夫主演で放映されたテレビドラマである。全26話。放送時間は毎週火曜21:00 - 21:55。この枠は長きに渡って前後半体制で、1時間枠になったのは1967年から1968年に放送された『ローンウルフ 一匹狼』以来5年振り。

## 概要
大まかなストーリーの流れは中国の古典文学、施耐庵作の水滸伝にのっとってはいたが、林冲（りんちゅう・劇中では「林中」と表記）を主役としており、一丈青扈三娘（演じたのは土田早苗）がヒロインとして最初から登場するなど、独自のストーリー展開の部分も相当多い。また、末尾で高求が林中たち梁山泊軍に斬られるという原作とは全く異なるストーリーになっている。。
水滸伝を題材にした横山光輝の漫画作品を原案としており、オープニングで原案：横山光輝とクレジットされている。ドラマの題字は横山光輝作品と共通である。
海外では1977年、フランスやオランダ、イギリスBBCで初放映された他、香港でも放映された。また、オリジナル版主題歌「夜明けを呼ぶもの」を英語詞にした、ゴダイゴが担当した英語版の主題歌「水滸伝のテーマ」がヒットしている。
脚本が出版され、更に2008年、DVD-BOXが発売されている。

## スタッフ
- 原作：施耐庵
- 原案：横山光輝
- 企画：榎本栄太郎、中沢啓作
- プロデューサー：加藤教夫、石野憲助
- 構成：菊島隆三、山田信夫
- 音楽：佐藤勝
- 特技監督：有川貞昌
- ナレーター：芥川隆行
- 製作：日本テレビ、国際放映

## 主題歌
国内版
- 「夜明けを呼ぶもの」[注 1]
  - 前期版作詞：関沢新一
後期版作詞：水木かおる
作曲：佐藤勝
編曲：馬飼野康二
歌：ピートマック・ジュニア

国外版
- 「水滸伝のテーマ」
  - 作詞：奈良橋陽子
作曲：佐藤勝
編曲：ミッキー吉野
歌：ゴダイゴ[注 2]

## 放映リスト
| 放送日        | 各回   | サブタイトル         | 脚本                       | 監督       |
| ------------- | ------ | -------------------- | -------------------------- | ---------- |
| 1973年10月2日 | 第1回  | 大宋国の流星         | 高岩肇・舛田利雄           | 舛田利雄   |
| 10月9日       | 第2回  | 蒼州の熱風           | 高岩肇・宮川一郎・舛田利雄 | 舛田利雄   |
| 10月16日      | 第3回  | 熱砂の決闘           | 宮川一郎                   | 高橋繁男   |
| 10月23日      | 第4回  | 九紋竜の激怒         | 宮川一郎                   | 高橋繁男   |
| 10月30日      | 第5回  | 野盗の叫び           | 池上金男・舛田利雄         | 舛田利雄   |
| 11月6日       | 第6回  | 梁山泊の夜明け       | 池上金男・舛田利雄         | 舛田利雄   |
| 11月13日      | 第7回  | 小旋風と黒旋風       | 宮川一郎・中川信夫         | 中川信夫   |
| 11月20日      | 第8回  | 青州の妖精           | 宮川一郎・中川信夫         | 中川信夫   |
| 11月27日      | 第9回  | 宋江、危機一髪       | 池上金男                   | 小澤啓一   |
| 12月4日       | 第10回 | 梁山泊軍、江州に躍る | 池上金男                   | 小澤啓一   |
| 12月11日      | 第11回 | さすらいの勇者       | 宮川一郎                   | 西河克己   |
| 12月18日      | 第12回 | 二竜山の対決         | 宮川一郎                   | 西河克己   |
| 12月25日      | 第13回 | 荒野の三兄弟         | 池上金男                   | 降旗康男   |
| 1974年1月1日  | 第14回 | 決戦！祝家荘         | 池上金男                   | 降旗康男   |
| 1月8日        | 第15回 | 二人の魯達           | 宮川一郎                   | 富本壮吉   |
| 1月15日       | 第16回 | 必殺の矢             | 宮川一郎                   | 富本壮吉   |
| 1月22日       | 第17回 | 林中・宿敵に挑む     | 池上金男                   | 降旗康男   |
| 1月29日       | 第18回 | 風雲・高唐州！       | 池上金男                   | 降旗康男   |
| 2月5日        | 第19回 | 帰らざる将軍         | 宮川一郎・村野鐵太郎       | 村野鐵太郎 |
| 2月12日       | 第20回 | 親子砲の最後         | 宮川一郎・村野鐵太郎       | 村野鐵太郎 |
| 2月19日       | 第21回 | 巨星、荒野に墜つ     | 舛田利雄                   | 小澤啓一   |
| 2月26日       | 第22回 | 壮絶！救出大作戦     | 舛田利雄                   | 小澤啓一   |
| 3月5日        | 第23回 | 策略に散る歌姫の恋   | 宮川一郎                   | 西河克己   |
| 3月12日       | 第24回 | 北京の麒麟児         | 宮川一郎                   | 小俣堯     |
| 3月19日       | 第25回 | 山東に立つ最後の猛将 | 池上金男                   | 山崎大助   |
| 3月26日       | 最終回 | 野望、砂漠に果つ     | 池上金男                   | 山崎大助   |

## 原作・原案との違い
以下、小説の水滸伝を原作、漫画（横山光輝）を原案と表記する。
林中
全篇を通じて主人公として活躍するため、原作では他の人物が登場する場面へもかなり顔を出している。キャスト紹介では「林中」と表記されるが、書状や人相書きなどでは本来の「林冲」表記も時折見られる。武勇は名高く、高求から宿敵視され、無実の罪で流刑となる。残された妻の小蘭が高求の奸計によって汚され、さらに林中を慕って旅した後に命を落とすなど、悲運の連続で哀愁を帯びたヒーローとなる。多士済々の梁山泊の事実上の頭領と見なされており（ただし名目上の頭領は晁蓋や宋江、盧俊義に譲っている）、「梁山泊の背骨」と称された。なお、登場人物が多く、しばしば出演する人数が制限されるこのドラマにおいて、全26話すべてに登場するのは林中・扈三娘・高求のみである。
高求
本来は高俅。原案・原作での洪信の役割も兼ね、竜虎山の伏魔殿から百八星を野に放つのは彼である。原作よりも野心高い人物として設定されており、近衛軍総司令の座に飽きたらず、宰相の蔡京をも殺してその地位を奪い、最終的には徽宗皇帝すら倒して自ら王朝を築こうとするほどの野心家である。チンピラあがりの卑しい側面はあまり描かれず、演ずる佐藤のキャラクターもあってかなり重厚な悪役となっている。林中を宿敵としてつけ狙う。原案・原作での梁山泊軍の目的は朝廷へ帰順して四方の賊を平定することだが、本作では高求を打倒し大宋国の平和を民衆の手に取り戻すことこそが目標となっている。
扈三娘
原作では梁山泊軍による祝家荘攻めまで登場しないが、本作では第1回に扈家荘から高求への生きた献上品として登場して以来、様々な場面で活躍する。妻があることを知りながら林中にあこがれに似た恋心を抱き、小蘭亡き後の林冲の心の支えとなろうとした。また本作では扈三娘の妹として燕麗（えんれい）というオリジナルキャラクターが登場する（戴宋をかばって死亡）。
史進
流刑になって護送中の林中が泊まった家の若殿として第2話で登場。林中から武術を伝授される。その後、原案には登場しない（原作ではやや後期にあたる）華州での女と勅使にまつわるエピソードが換骨奪胎されて初期（第4話）に登場し、かなり早くから梁山泊に入り、林中・扈三娘に次ぐ長い活躍を見せる。
晁蓋
原作では梁山泊軍の首領であり、好漢をまとめる立場であるが、本作では林中が主人公となるため、ほとんど顔を見せず、梁中書の十万貫強奪から梁山泊入りに至る登場の回と、戦死する回のみしか登場しない。作中では「梁山泊の脳」と称されるが、「梁山泊の背骨」と称される林中こそが中心のようである。なお原案・原作で晁蓋を射殺した史文恭は本作には登場せず、晁蓋の故郷・東渓村を占拠した豪族・曽家の三男・曽索が殺したことになっている。
宋江
原作では晁蓋なき後の梁山泊軍の首領であり、数々の好漢をまとめる立場であるが、本作では林中が主人公となるため、原作以上に影が薄い（とはいえ、晁蓋よりははるかに出番が多く、原案と同様、数々の好漢に慕われている）。はじめは都・開封におり、刑部の頭（裁判官）という設定になっており、林中に温情ある裁きを下す。のち晁蓋からの書状を閻婆借に取られ、殺してしまうなどは原作と同様（原案ではチンピラ）。
花栄
登場から清風鎮長官の劉高を誅するまではほぼ原作と同じだが、その後すぐに梁山泊入りはせず、旅芸人の白秀英一座（原案の横山光輝版には登場しないが原作の水滸伝には登場する。ただし原作では花栄とは無関係なばかりか、善人ですらない。）に加わり、彼女の仇討ちを手伝うなどの独自展開を経て梁山泊入りする。
黄信
原作とは異なり、秦明の役割も兼ねているのは原案と同じだが、花栄の妹婿ということになっている（原作では秦明が妻子を殺された後、花栄の妹を娶る）。本作では板挟みにあって命を落とした妻の後を追うかのように死亡し、結局梁山泊に入ることはない。
呼延灼
原作と異なり、第1話では近衛軍総司令（林中の上司）だったが、高求にその座を奪われ、僻地に左遷される。呼延儀という息子が梁山泊討伐軍を命ぜられるなど、原作とかなり展開が異なり、結局梁山泊入りすることはない（連環馬戦法なども登場しない）。
鉄牛
一般に言われる李逵のことである。原案・原作とは異なり、戴宗の部下ではなく、柴進の邸の居候として初登場（小旋風と黒旋風の類似によるものか）。活躍場所もかなり異なり、江州で暴れ回る場面は武松、母を連れ帰る場面は魯智深にとって変わられており、その代わり曽家との関わりにおける段景住の役割を果たしている。
戴宋（戴宗）
原案・原作と異なり、初めから梁山泊に所属している。一日五百里を走るため、韋駄天の戴宋と呼ばれている。名前も戴宗ではなく戴宋。宋江が江州へ流刑となった際に、先回りして潜入し身分を偽って牢城の長となった。祝家荘の戦いで毒矢を受けてからはあまり活躍せず、原案での見せ場である公孫勝を迎えにいく鉄牛との道行きは扈三娘に変わられている。
公孫勝
原案・原作で梁山泊の軍師として活躍する呉用が本作では登場しないため、公孫勝が呉用の役割も担っており、他の好漢からは「軍師」と呼ばれる。原案では全篇通じて号の「一清道人」と称されているが、本作ではほとんどが公孫勝で通している。原案では僧形（坊主頭）をしているが、本作では道士風の恰好であり、またしばしば易者に変装する。
武松
原案では外伝のみに登場。原作でも武十回と呼ばれる部分以外はあまり活躍しないが、本作では第一回から登場し、林中の弟分となる。ただし、原作での武松の著名なエピソードである「虎殺し」「西門慶・潘金蓮殺害」「鴛鴦楼」などは全く登場せず、単なる力持ちのキャラクターとなっている。江州では原案の鉄牛の代わりとして活躍するが、その後はほとんど登場しない。
関勝
原案には登場しない。原作では祖先の関羽そっくりな長い髭が特徴だが、本作では髭はない。魏定国・単廷玉（単廷珪か？）という部下を持つ。最後に梁山泊に入山した108人目の好漢となる。
盧俊義
原案・原作には登場しない娘（鳳仙）が、徽宗の后候補として先に登場（のち爆破事故で死亡）。本人は第24話に登場するのみで、梁山泊からの嘘の脅迫に招き寄せられて（原案・原作では偽易者の占い）梁山泊へ至り、好漢たちと意気投合するが、その間北京の留守宅を奪われる。晁蓋亡き後の第2代首領として迎えられた、と語られる（宋江や林中との上下関係は不明）。
轟天雷
原案・原作とはかなり設定が異なり、西域（サマルカンド・ホラーサーン）で火薬の製法を学んできた技術者となっている（名前も姓が轟、名が天雷として扱われる）。息子の轟思文（原作の郝思文の名を借りたものか）とともに梁山泊の厄介となり、彼らのために親子砲を開発するが、あまりの殺傷力の高さに、林中らの助言により破壊し、梁山泊を去る。
高廉
原案・原作とは異なり、高求の従兄弟ではなく、匈奴出身の術使いで、高求の近衛府における側近となっている（高唐州の知事ではない）。公孫勝との術較べはあるが、結局は林中に殺されている。
楊志
逃亡した林中を捜索する隊長として登場。扈三娘に惚れる。林中との対戦、十万貫の護衛失敗、吹毛剣に絡む殺人など原案・原作のエピソードはかなり順番を入れ替えて登場。魯達とともに二竜山を攻め、その首領となるが「梁山泊の出城」と称し、結局梁山泊には入らずに退場。
魯智深
林中が流刑となった地の牢城の監視長として登場。後半に至るまで出家前の「魯達」の名で呼ばれることも多い。楊志とともに二竜山を奪うが、なぜか梁山泊に入り、様々な活躍をする。原作の柴進の役割である、高官に化けて皇帝に直訴する役まで果たした。
阮小二・阮小五・阮小七
石碣村（正しくはセッケツソンだが原案の通りセッカソンと読まれる）の漁師の三兄弟。原作・原案とほぼ同様の設定ではあるが、原案では梁山泊入りした後はほとんど活躍がない（原作でも梁山泊水軍に入るため、個人レベルでの活躍は少ない）のに対し、本作ではちょっとした場面でしばしば活躍を見せる。前半では「阮小三兄弟」と呼ばれており、「阮小」までが姓であるような誤解を与える（後期では阮三兄弟に変更）。
李雲
原案・原作とは異なり、花栄の師匠という設定。息子の李少を人質にされ、花栄を陥れようとしたが、伴い現れた林中らによって救われた。花栄に梁山泊入りをも乞われたが、大道芸で日銭を稼ぐ生活に、心も廃れた今を後悔する李雲は、即答を避けて他日入山。
王倫
かつて科挙に落第した理由となった女、閻婆惜にだまされ、高求に籠絡されて、降伏しようとしたところを林中に殺される。

## キャスト
- 林中（林冲）：中村敦夫
- 高求（高俅）：佐藤慶
- 小蘭（林中の妻）：松尾嘉代
- 呼延灼：丹波哲郎
- 盧俊義：山村聡
- 扈三娘：土田早苗
- 燕麗（扈三娘の妹）：中山麻理
- 宋江：大林丈史
- 武松：ハナ肇
- 史進：あおい輝彦
- 朱武：内田良平
- 魯達（魯智深）：長門勇
- 楊志：佐藤允
- 戴宋（戴宗）：黒沢年男
- 柴進：田村高廣
- 関勝：若林豪
- 黄信：峰岸隆之介
- 玉蘭（花栄の妹）：松木路子
- 花栄：原田大二郎
- 張順：長谷川明男
- 晁蓋：山形勲
- 公孫勝：寺田農
- 阮小二：品川隆二
- 阮小五：常田富士男
- 阮小七：渡辺篤史
- 鉄牛：大前均
- 雷横：長谷川弘
- 朱仝：浜田晃
- 顧おばさん[12]：丹下キヨ子
- 棋遷：花巻五郎
- 王倫：北原義郎
- 梁中書：山本耕一
- 容花：真山知子
- 高揺花：加賀ちか子
- 陸謙：今井健二
- 富安：穂積隆信
- 董超：人見明
- 薛覇：榎木兵衛
- 何濤：堺左千夫
- 閻婆惜：青柳美枝子
- 劉高：高城淳一
- 黄文炳：川合伸旺
- 祝朝奉：下條正巳
- 祝竜：五味龍太郎
- 祝虎：佐藤京一
- 祝彪：黒部進
- 欒廷玉：中庸介
- 曽狼：安部徹
- 曽塗：千波丈太郎
- 曽索：亀石征一郎
- 曽魁：伊吹新
- 曽密：柳瀬志郎
- 曽昇：剛達人
- 唐義：小笠原弘
- 玄竜：竜崎勝
- 時遷[13]：藤岡重慶
- 康：田口計
- 賀：南原宏治
- 如海：小林昭二
- 関史文：上野山功一
- 白面郎[14]：天本英世
- 錦毛虎：近藤宏
- 高廉：草薙幸二郎
- 寥：宮口二郎
- 王榿：外山高士
- 冒漸（宋と敵対する匈奴の王）[15]：江見俊太郎
- 単廷玉：平泉征
- 李雲：睦五郎
- 轟天雷：根上淳
- 轟思文：根岸一正
- 燕青：灰地順
- 李師太夫[16]：磯野洋子
- 鳳仙（盧俊義の娘）：仙とも子
- 桃青（鳳仙の侍女）：菅井きん
- 呂清：増田順司
- 羅真人：伊藤雄之助
- 蔡京：金田龍之介
- 徽宗皇帝：水谷豊